# Christian Wegmann
Christian Wegmann (* 22. Februar 1976 in Münster) ist ein ehemaliger deutscher Radrennfahrer und Sportlicher Leiter.
Christian Wegmann begann mit dem Radsport im Verein Post SV Münster und  fuhr dann zunächst von 1997 bis 1999 für die deutsche Mannschaft Die Continentale-Olympia. Er belegte in dieser Zeit beim Weltcup-Rennen HEW Cyclassics 1998 den 8. Platz und wurde bei der Deutschland Tour 1999 Dritter der Gesamtwertung. Daraufhin wechselte er zum italienischen Erstdivisionär Saeco, für den er bei der Österreich-Rundfahrt 2001 und der Bayern-Rundfahrt 2002 jeweils eine Etappe gewann. Wegmann gewann renommierte Eintagesrennen wie 1998 den Omloop der Kempen und 2001 Rund um die Hainleite.
Nachdem Christian Wegmann bei der Hessen-Rundfahrt 2002 positiv auf Koffein getestet wurde, das später von der Dopingliste gestrichen wurde, fand er keine neue Mannschaft und beendete seine Karriere als Aktiver. Er wurde nicht gesperrt, aber zu einer Geldstrafe von 2000 Schweizer Franken verurteilt. Wegmann studierte Medizin und wurde parallel dazu Sportlicher Leiter, zunächst 2005 beim Team Sparkasse und von 2006 bis 2008 beim Team Gerolsteiner, bei dem er auch seinen jüngeren Bruder Fabian betreute.